# 데이비드 파일로

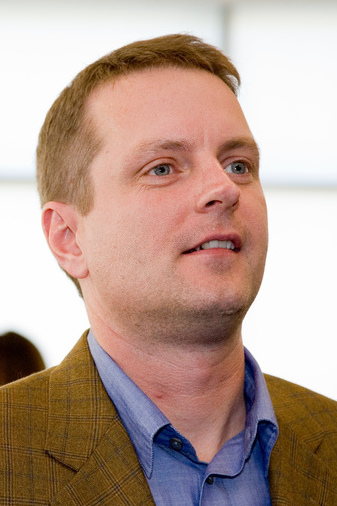
2007년 5월의 데이비드 파일로

데이비드 파일로(David Filo, 1966년 4월 20일~ )는 미국의 사업가이자, 제리 양과 더불어 야후!의 공동 설립자이다.
회사가 PHP로 전향하기로 결정하기 전까지는 C 프로그래밍 언어로 작성된 그의 파일 서버 프로그램이 바로 야후! 웹 사이트를 방문하는 다양한 웹 페이지를 유동적으로 처리하는 데 쓰이는 서버 측면 스크립트 소프트웨어(파일로 서버 페이지)였다.
그는 튤레인 대학교에서 컴퓨터 공학 학사 학위와 스탠포드 대학교에서 컴퓨터 공학 석사 학위를 취득했다.

## 같이 보기
- 제리 양
- 야후!

## 참고 문헌
- David Filo. 야후! 관리팀